# Pseudogagrella chekiangensis
Pseudogagrella chekiangensis is een hooiwagen uit de familie Sclerosomatidae.